# Kopál

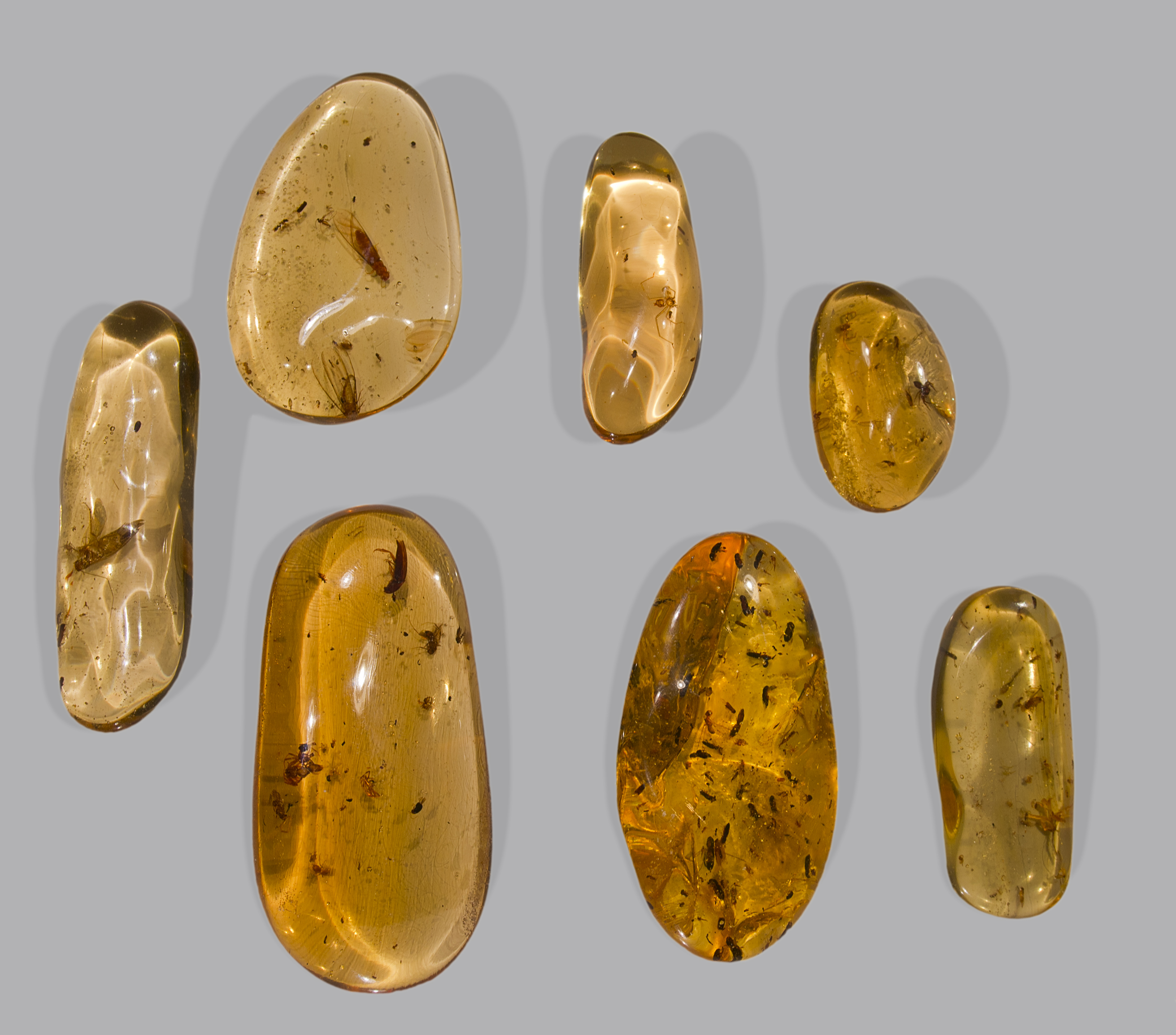
Kopál z Madagaskaru

Kopál je recentní nebo subfosilní tvrdá pryskyřice některých dřevin, zejména z rodu Copaifera (čeleď bobovité), ve středoamerických kulturách užívaná jako kadidlo a dříve také k výrobě laků. Kopál má medovou nebo jantarovou barvu a rozpouští se v éteru, v acetonu a v alkoholu. Dodnes se používá při restaurování obrazů a jako přísada do houslařských laků, protože dává tvrdý a lesklý povrch.

## Zachování pravěké DNA
Vědecký výzkum odborníků z Univerzity v Manchesteru v roce 2013 prokázal, že ani kopál (natožpak jantar) zřejmě neumožní uchování DNA v těle pravěkého hmyzu. Klonování pravěkých živočichů (viz Jurský park) je tak zřejmě touto cestou nemožné.